# Kadokawa Shoten
Kadokawa Shoten (яп. 角川書店 Кадокава Сётэн), ранее Kadokawa Shoten Publishing Co., Ltd (яп. 株式会社角川書店 кабусики гайся Кадокава Сётэн) — японское издательство, подразделение и импринт компании Kadokawa Future Publishing. Штаб-квартира расположена в Токио. Занимается издательством манги, включая популярный аниме-журнал Newtype. Kadokawa Shoten также издала ряд видео игр. Компания перестала быть кабусики-гайся в 2013 году, после того как была объединена с восемью другими компаниями и в итоге стала внутренним издательством и импринтом компании Kadokawa Future Publishing.

## Журналы манги Kadokawa Shoten

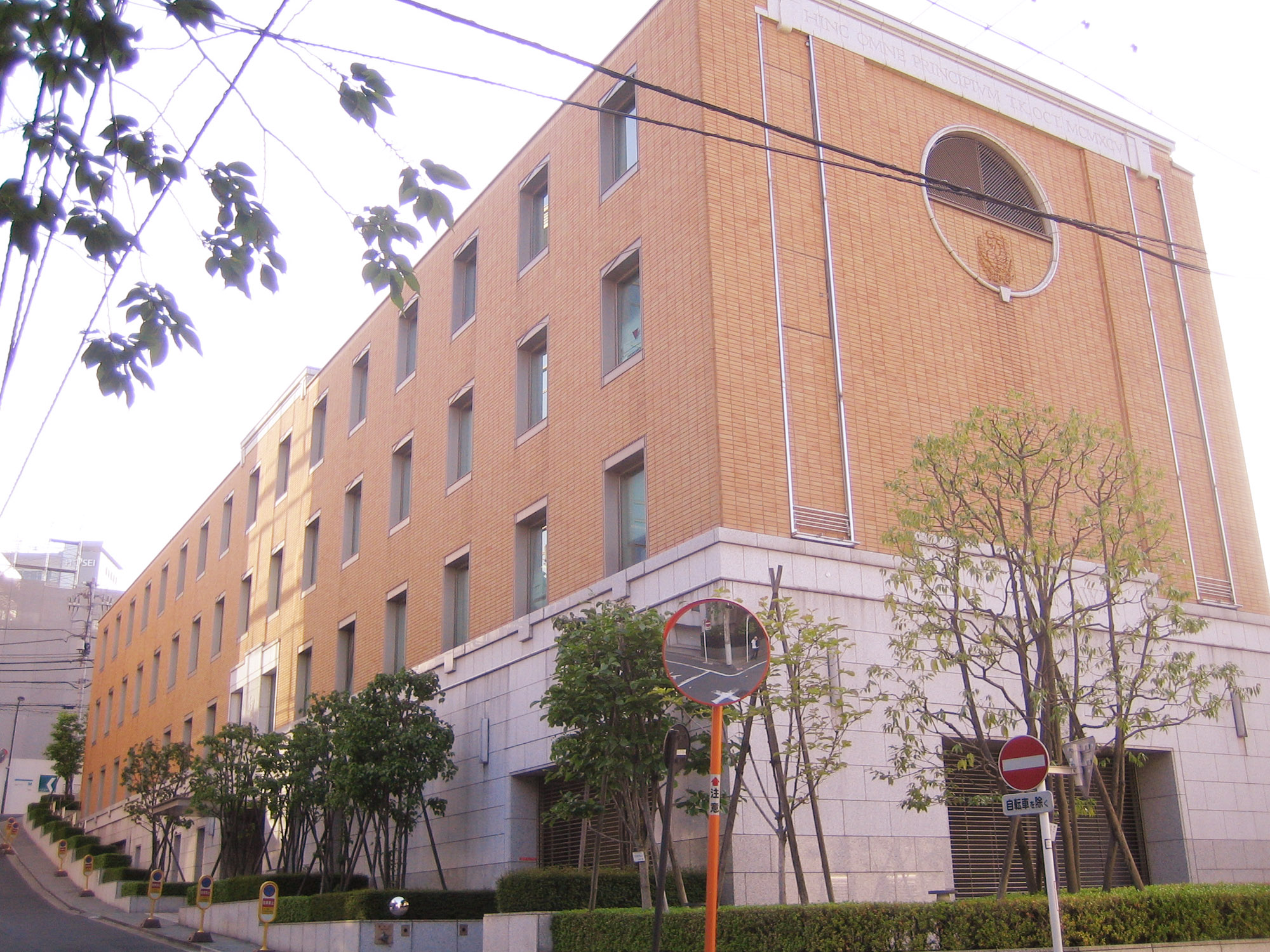
Kadokawa Shoten Publishing Co.,Ltd.

### Сёнэн
- Ace Momo-gumi
- Ace Tokunon
- Gundam Ace
- Shonen Ace

### Сэйнэн
- Sneaker Bunko[англ.]
- The Sneaker[англ.]
- Young Ace

### Сёдзё
- Asuka
- Asuka Mystery DX

- Comic Honey
- The Beans

### Бисёдзё
- Comptiq[англ.]
- Comp Ace

### Дзёсэй
- Beans Bunko

### Яой
- Asuka Ciel

- Ruby Bunko

- Ciel Tres Tres